# Carlos González Ragel
Carlos González Ragel, né le 22 décembre 1899 à Jerez de la Frontera et mort le 28 novembre 1969  à Ciempozuelos, est un peintre espagnol. Il est l'inventeur de l'Esqueletomaquia, qui voit ses personnages représentés en squelettes, et sa vie est marquée par de nombreux problèmes psychologiques et avec l'alcool.

## Biographie

### Jeunesse
Carlos González Ragel naît le 22 décembre 1899 à Jerez de la Frontera dans une famille de classe moyenne aisée, dans laquelle sa mère lui transmet sa sensibilité artistique et son père la profession pour laquelle il est très reconnu localement : la photographie. Alors qu'il n'a que 9 ans, sa mère meurt : cela le marquera toute sa vie. Son père ne se consacre plus qu'à son métier et prête peu d'attention à ses enfants.
Alors que son frère Diego González Ragel rentre d'Argentine en 1915 et monte son propre studio photographique dans la rue Torrijos de Madrid (désormais appelée Conde de Peñalver), Carlos s'installe avec lui. Il entre découvre et adopte le monde de la bohème locale ; son hygiène de vie en pâtit, et il souffrira de nombreuses maladies et de l'alcoolisme.
Quand son père meurt, il rentre à Jerez de la Frontera et intègre l'École des Arts et Métiers. Il ne finira pas le cursus, principalement parce que son style personnel s'oppose trop au style académique. Il travaille alors avec son frère dans le studio de photographie de leur père. Il maîtrise si bien les techniques de photographie que certains le considèrent meilleur photographe que peintre.

### Carrière de peintre et alcoolisme

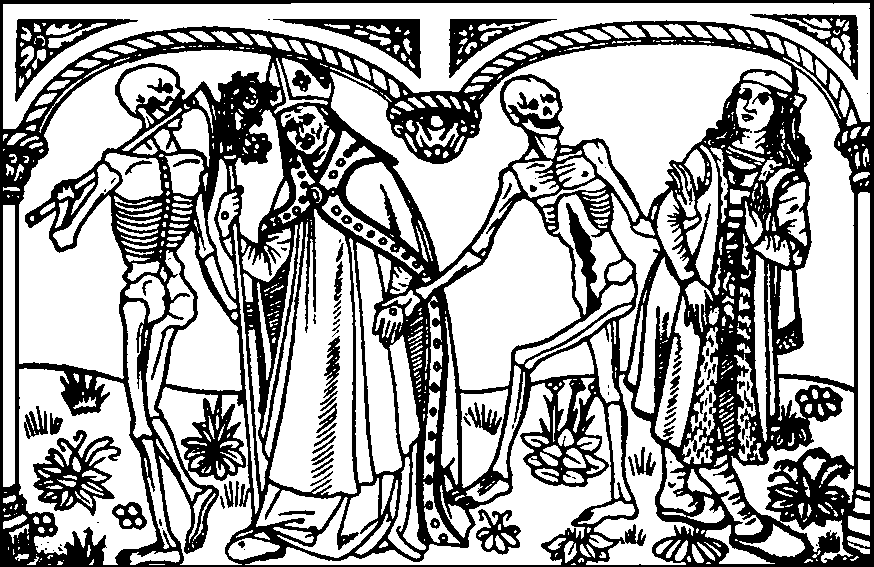
Une des 17 gravures sur bois de la Danse macabre du cloître des Saints Innocents à Paris. Publiées en 1485 par deux éditeurs parisiens, Guyot Marchant et Verard, elles furent diffusées dans toute l’Europe. Le seul exemplaire parvenu jusqu'à nous se trouve à la bibliothèque municipale de Grenoble.

En 1931 il expose pourtant des peintures de squelettes pour la première fois au Musée d'Art Moderne. Sa première étape voit l'artiste combiner les techniques picturales et photographiques dans des dessins et autres caricatures pour la presse. Il invente l'Esqueletomaquia, qui consiste à peindre et dessiner des personnalités reconnues de l'Espagne contemporaine ou passée, comme Don Quichotte, Goya ou autres personnalités politiques et artistiques, sous forme de squelettes, parfois dansant, à la façon de la danse macabre.
Il abandonne définitivement le studio de photographie pour se consacrer à la peinture. Il mène une vie sociale très active à Jerez, où il se distingue pour ses spectaculaires discours emplis d'ironie et de satire, mais également pour son alcoolisme. Celui-ci le rendra agressif et lui causera de nombreux problèmes, aussi bien de santé qu'avec les autorités. C'est ainsi qu'il est interné en 1936 dans l'hôpital psychiatrique de Malaga, puis, après un bref séjour à Séville avec sa femme, à l'hôpital psychiatrique de Séville.
En 1937, il expose pour la troisième fois à Séville, avec des tableaux représentant des esqueletomaquias de personnages célèbres et politiques de l'époque. Un tableau est particulièrement remarqué : El loco del Estrecho représente un grand squelette avec des bottes et une ceinture de militaire ; il salue avec la main droite ouverte en l'air tandis qu'il traverse le détroit de Gibraltar ; sur son crâne est superposé le visage du général Franco.
Il rentre vivre à Jerez, dans une maison qu'il baptise Villa Esqueletomaquia, où il a de graves problèmes d'argent. En 1941, il présente sa quatrième exposition de la même trempe que la précédente à l'Hotel de los Cisnes, puis un an plus tard à l'Hotel Palace de Madrid.

### Déclin
Depuis son retour à Jerez, sa peinture est plus sombre, douloureuse. En 1955, il présente sa dernière exposition à l'Hotel de los Cisnes, avant d'être interné l'année suivante dans la clinique de San Juan de Dios de Ciempzuelos. Il continue de peindre, et une partie de sa production est toujours présente comme exposition permanente dans la clinique. Il fait à cette époque des portraits de malades psychiatriques, avec des crânes avec une crinière qui dépassent d'emballages comme des peignoirs ou des couvertures ; une bagarre d'un Quichotte squelette contre un chat noir hérissé ; le portrait sans visage de la duchesse d'Alba ; ou autres études de crânes,.
Respecté et bien traité, il y restera jusqu'à sa mort, le 28 novembre 1969, des suites de sa décadence physique.

## Legs et reconnaissance
Oublié lors de la deuxième moitié du XXe siècle, sa mémoire est célébrée pour la première fois depuis sa dernière exposition en 1955 grâce à petit-neveu Carlos González Rajel (qui refera surgir également la mémoire de son grand-père, le frère de Carlos : Diego González Ragel, photographe) d'abord en mai 2007, avec une exposition dans la Sala Amárica de Vitoria, puis de décembre 2007 à mars 2008, avec une importante exposition intitulée La noche española. Flamenco, vanguardia y cultura popular 1865-1936 au Musée national centre d'art reine Sofía.